# Премия имени А. А. Ухтомского
Премия имени А. А. Ухтомского — премия, присуждаемая с 1994 года  и Российской академией наук за выдающиеся работы в области физиологии нервной системы и физиологии трудовой деятельности. Названа в честь российского и советского физиолога Алексея Алексеевича Ухтомского.

## Список награждённых
- 1994 — Александр Сергеевич Батуев и Римма Александровна Павлыгина — за цикл работ «Нейрофизиологические механизмы доминанты и её роль в организации поведения»
- 1997 — Всеволод Иванович Медведев — за цикл работ по физиологии трудовой деятельности
- 2000 — Эдуард Арутюнович Костандов — за цикл работ в области физиологии нервной системы
- 2003 — Дебора Ароновна Фарбер — за цикл работ по возрастной нейрофизиологии
- 2006 — Елена Александровна Радионова — за три монографии по физиологии слуховой системы
- 2009 — Анатолий Иванович Григорьев — за цикл работ «Изучение функционального состояния и деятельности здорового человека в экстремальных условиях»
- 2012 — Валерия Борисовна Стрелец — за цикл работ «Физиологические основы когнитивной деятельности в норме и при психических заболеваниях»
- 2015 — Андрей Львович Зефиров — за цикл работ «Механизмы квантовой секреции медиатора в нервно-мышечном синапсе»[1]
- 2021 — Юрий Евгеньевич Шелепин — за цикл работ «Нейрофизиология зрения в целенаправленной деятельности человека»
- 2024 —академики РАН Игорь Валентинович Бухтияров, Игорь Борисович Ушаков и доктор технических наук Алексей Валерьевич Богомолов — за цикл работ «Физиологические основы современных интенсивных видов трудовой деятелбности»